# Prostitución en Libia
La prostitución en Libia es ilegal, pero habitual. Desde la Revolución Cultural de 1973, se aplican contra las prostitutas leyes basadas en la zina de la sharía; la pena puede ser de 100 latigazos. La explotación de prostitutas, vivir de las ganancias de la prostitución o participar en la gestión de burdeles está prohibida por el artículo 417 del Código Penal libio. La compra de servicios sexuales no está prohibida por la ley, pero puede contravenir la sharía.
Muchas de las trabajadoras sexuales proceden de Nigeria (más de 1 000 en 2015). También hay trabajadoras sexuales de otros países del África subsahariana, como Ghana, Liberia y Sierra Leona. Desesperadas por huir de la pobreza de sus países, a menudo han sido traficadas a Libia con la promesa de un trabajo en Italia. Algunas trabajan como prostitutas en Libia para pagar sus deudas con la esperanza de viajar a Europa.
El anterior dirigente del país, el coronel Muamar el Gadafi, ordenó el cierre de los burdeles de Libia cuando llegó al poder en el golpe de Estado libio de 1969.

## Tráfico sexual
Libia es un país de destino y tránsito para hombres y mujeres del África subsahariana y Asia sometidos a trata con fines sexuales. La inestabilidad y la falta de supervisión gubernamental siguieron permitiendo que los delitos de trata de personas persistieran y resultaran muy rentables para los traficantes. Según informaron organizaciones internacionales en 2016, las víctimas de trata -incluidos hombres, mujeres y niños- son muy vulnerables a la violencia extrema y a otras violaciones de derechos humanos en Libia por parte de funcionarios del gobierno.
Los migrantes en Libia son extremadamente vulnerables a la trata, incluidos los que buscan empleo en el país o transitan por él en ruta hacia Europa. Según los informes, las redes de prostitución someten a las mujeres subsaharianas al tráfico sexual en burdeles, sobre todo en el sur de Libia. Las mujeres nigerianas corren un mayor riesgo de ser obligadas a prostituirse. Las redes de trata y contrabando que llegan desde Níger, Nigeria, Chad, Eritrea, Etiopía, Somalia, Sudán y otros estados subsaharianos someten a los migrantes a la prostitución forzada mediante la contratación fraudulenta, la confiscación de documentos de identidad y de viaje, la retención o el impago de salarios y la servidumbre por deudas.
Informes estadounidenses indicaban que desde mediados de 2015, la facción libia del Estado Islámico había secuestrado y mantenido en cautividad al menos a 540 migrantes y refugiados, entre ellos al menos 63 mujeres a las que el Daesh forzó a la esclavitud sexual para sus combatientes.
En 2017, la Oficina de Vigilancia y Lucha contra la Trata de Personas del Departamento de Estado de los Estados Unidos clasificó a Libia por encima de la media, considerándola un "caso especial".